# Dixie Station
Dixie Station war ein von der United States Navy festgelegter geografischer Punkt im Südchinesischen Meer. Ähnlich wie von Yankee Station nördlich von Dixie starteten von hier Flugzeuge von Flugzeugträgern der US Navy im Vietnamkrieg ab Mai 1965 Angriffe auf Vietnam. Da von Dixie Ziele in Südvietnam angeflogen wurden, wurde der Begriff nach dem Spitznamen der Südstaaten gewählt, analog auch Yankee für Angriffe auf Nordvietnam.
Dixie Station lag auf 11° N, 110° E vor der Cam Ranh Bay. Da die USA ihre Angriffe auf den Norden konzentrierten, war Dixie nur mit einem Flugzeugträger belegt, der zumeist gerade erst die Einsatzfahrt begann. Damit sollte die Besatzung für bis zu 30 Tage an den Kriegsdienst gewöhnt werden, ohne gleich den anspruchsvolleren Einsatz an Yankee Station erfüllen zu müssen. Dixie Station wurde 1966 aufgegeben, als die US-Streitkräfte ihr Bombardement auf den Norden Vietnams beschränkten.